# Zeppelinfjellet
Lo Zeppelinfjellet è una montagna situata nell'arcipelago delle Svalbard, in Norvegia. Il rilievo misura 556 metri sul mare ed è situato nella penisola Brøggerhalvøya, vicino all'insediamento di Ny-Ålesund. Come la vicina baia di Zeppelinhmana, prende il nome dal generale e progettista tedesco Ferdinand von Zeppelin.